# Alister McRae
Alister McRae (Lanark, Escòcia, 20 de desembre de 1970) és un pilot de ral·lis escocès que, entre d'altres campionats, participà habitualment en proves del Campionat Mundial de Ral·lis.
Guanyador del Campionat de Ral·lis Àsia-Pacífic de l'any 2011 amb un Proton Satria Neo S2000 i del Campionat Britànic de Ral·lis de l'any 1995 amb un Nissan Sunny GTi.
Forma part d'una nissaga familiar de pilots de ral·li. Fill de Jimmy McRae i germà del guanyador del Campionat Mundial de Ral·lis de 1995, Colin McRae. És pare de Max McRae.

## Trajectòria
Alister McRae comença a disputar proves de ral·li a finals dels anys 80 i principis dels 90 a Gran Bretanya. El seu debut en el Campionat Mundial de Ral·lis el realitzà l'any 1992 en el RAC Ral·li, si bé Alister no comptà amb un equip per disputar-lo sencer fins a l'any 2000 quan fou contractat per l'aleshores acabat de crear Hyundai World Rally Team, tenint com a company d'equip al veterà Kenneth Eriksson. Entremig, l'any 1995 guanya el Campionat Britànic amb un Nissan Sunny GTi.
Alister McRae disputà el mundial amb Hyundai durant dos temporades amb un Hyundai Accent WRC, aconseguint com a millor resultat un 4t lloc al RAC Ral·li. L'any 2002 fou contractat per l'equip Mitsubishi Ralliart on una lesió en un accident de bicicleta el privà de disputa gran part de la temporada.
Després de no tenir gaire èxit amb Mitsubishi, McRae provà sort l'any 2004 en el Campionat Mundial de Ral·lis de producció, on tan sols un error mecànic el privà del títol, el qual finalment l'aconseguí Niall McShea.
L'any 2010 comença a dispitar el Campionat de Ral·lis Àsia-Pacífic, aconseguint el títol l'any 2011 pilotant un Proton Satria Neo S2000. A la temporada 2012 finalitzaria subcampió, tan sols superat per Chris Atkinson.
Fora dels ral·lis, des de l'any 2009 participà en diverses ocasions al Ral·li Dakar i des del 2017 al Campionat Mundial de Ral·li Cross.